# Napa
Napa är en stad (city) i Napa County, i delstaten Kalifornien, USA. Enligt United States Census Bureau har staden en folkmängd på 77 867 invånare (2011) och en landarea på 46,2 km². Napa är huvudort i Napa County och en betydande ort i vindistriktet Napa Valley.